# Китайская Республика на летних Олимпийских играх 1936
Китайская республика принимала участие в Летних Олимпийских играх 1936 года в Берлине (Германия) во второй раз за свою историю, но не завоевала ни одной медали.
Китайские спортсмены соревновались в следующих видах спорта:
- лёгкая атлетика
- тяжёлая атлетика
- велоспорт
- баскетбол
- футбол
- бокс
- плавание

Впервые Китай на Олимпиаде представляли женщины: пловчиха Ян Сюцюн (участвовала в заплывах 100 м вольным стилем и 100 м на спине) и легкоатлетка Ли Сэн (забег на 100 м).